# Sant Julià de Rabós
Sant Julià de Rabós és una església romànica al nucli urbà de Rabós (Alt Empordà). L'església és un edifici romànic d'una sola nau acabada a l'est per un absis semicircular. La nau és coberta per una volta apuntada. Al segle xiv es va fortificar l'església, augmentant l'alçada dels murs i construint merlets. És un edifici que forma part de l'Inventari del Patrimoni Arquitectònic de Catalunya.

## Descripció
És una església d'una sola nau amb absis de planta semicircular. La nau presenta volta apuntada mentre que l'absis està cobert amb una volta de quart d'esfera. L'arc triomfal està format per un doble plec de mig punt en gradació amb la nau. Els murs laterals, de força gruix i rematats per una cornisa motllurada, presenten quatre capelles encastades i cobertes amb volta de mig punt, les quals no sobrepassen el gruix de l'estructura cap a l'exterior. Les dues capelles de la zona presbiteral presenten cornises de cavet, mentre que les de la nau estan arrebossades i pintades i foren afegides amb posterioritat. A migdia hi ha la sagristia, a la que s'accedeix a través d'una volta de mig punt que perfora el gruix del mur. Als peus del temple hi ha el cor, sostingut per un gran arc rebaixat bastit amb carreus desbastats, que es recolza als murs de la nau. El temple presenta quatre finestres d'arc de mig punt per il·luminar l'interior, tres són de doble esqueixada i l'altra d'un sol biaix, totes de mida gran.
La façana principal, orientada a ponent, presenta un portal d'accés format per dos arcs de mig punt en gradació i timpà llis ubicat damunt una llinda gravada amb la inscripció "1313, ANNO DOMINI M CC XIII" i la representació força esquemàtica de l'anyell de Déu flanquejat per dos lleons rampants. Damunt la porta hi ha una finestra força gran, de doble esqueixada i arcs de mig punt. La façana està rematada amb un campanar d'espadanya format per tres pilastres cobertes amb dos arcs de mig punt. Tant damunt del campanar com de la resta del temple s'aixeca una gran obra de fortificació construïda a finals del segle xiv. El campanar està rematat per una corsera sostinguda per vuit falsos arquets triangulars damunt cartel·les.
Més tardanament, damunt la fortificació s'aixecà un altre campanar d'espadanya d'un sol ull, arrebossat i pintat. La resta de la fortificació està força degradada, tot i que es conserva millor a la part de tramuntana i a l'absis, on el gran mur bastit damunt seu li dona aparença de torre defensiva. Encara manté algun merlet rectangular, amb una petita espitllera al centre. El temple presenta els murs laterals bastits amb pedra desbastada disposada irregularment i lligada amb abundant morter de calç. La façana principal, en canvi, presenta un parament de carreus ben escairats, disposats formant filades regulars. L'interior del temple presenta tots els paraments de pedra vistos, exceptuant les dues capelles laterals i la volta de la nau principal, arrebossades i pintades de blanc.

## Història
En un primer document de l'any 844, l'autenticitat del qual és força dubtosa, s'esmenta l'església de Rabós dins d'un grup de dotze esglésies pertanyents al monestir de Sant Quirze de Colera contra les pretensions del comte d'Empúries, que les havia usurpat. Joan Badia i Homs no accepta l'autenticitat d'aquest document i creu que és una falsificació per part dels monjos de Colera, realitzada el segle xiii, per tal de reafirmar llurs drets davant del comte d'Empúries. L'any 1072, en la dotació de Berenguer Renard de Quermançó al seu fill Dalmau, amb motiu de la seva admissió a la canònica de Girona, el bisbe Berebguer promet que a la mort del pare, concediria a Dalmau l'església de "Rabidonis", en feu de la seu gironina. En les Rationes decimarum dels anys 1279 i 1280 apareix nomenada l'"ecclesia de Rabidonibus" i "Rabedonibus", respectivament. A finals del segle xiii, en un document de compra per part de l'abat Berenguer de Vilatenim, apareix nomenada com "Parrochia Sti Juliani de Rabadonibus". L'any 1362 apareix al Llibre verd de la seu de Girona.